# Methode van Heron
De methode van Heron is een methode om de vierkantswortel uit een positief reëel getal te benaderen. De methode was al in Mesopotamië bekend in de tijd van Hammurabi en werd rond 100 n.Chr. door Heron van Alexandrië beschreven in het eerste deel van zijn boek Metrica.
De basisgedachte achter de methode is de volgende: als het getal {\displaystyle x} een schatting van {\displaystyle {\sqrt {a}}} is, die te groot is, dan is {\displaystyle a/x} een schatting, die te klein is en dat geldt ook andersom. Het ligt voor de hand het gemiddelde {\displaystyle (x+a/x)/2} van beide als betere benadering te nemen. Dat geeft de vergelijking:
{\displaystyle x'={\tfrac {1}{2}}\left(x+{\frac {a}{x}}\right)}
De formule kan uit de methode van Newton-Raphson worden afgeleid, voor de benadering van het nulpunt van
{\displaystyle f(x)=x^{2}-a}
De methode van Newton-Raphson gebruikt als recursieve formule voor de achtereenvolgende benaderingen {\displaystyle x_{n}} van het nulpunt {\displaystyle x}:
{\displaystyle x_{n+1}=x_{n}-{\frac {f(x_{n})}{f'(x_{n})}}}
Dat leidt tot de iteratie
{\displaystyle x_{n+1}=x_{n}-{\frac {x_{n}^{2}-a}{2x_{n}}}={\frac {x_{n}^{2}+a}{2x_{n}}}={\tfrac {1}{2}}\left(x_{n}+{\frac {a}{x_{n}}}\right)}

## Voorbeeld
Bereken met de methode van Heron {\displaystyle {\sqrt {1234}}\ (=35{,}1283\ldots )}. Neem als eerste, grove schatting het getal
{\displaystyle x_{1}=30}
De volgende benadering is het gemiddelde van 30 en {\displaystyle {\frac {1234}{30}}}, dat is {\displaystyle 41{,}1333}. 
{\displaystyle x_{2}={\tfrac {1}{2}}\left(30+41{,}133\right)=35{,}5667}
Zo verdergaand volgen:
{\displaystyle x_{3}={\tfrac {1}{2}}\left(35{,}5667+{\frac {1234}{35{,}5667}}\right)=34{,}6954}
{\displaystyle x_{4}={\tfrac {1}{2}}\left(34{,}6954+{\frac {1234}{34{,}6954}}\right)=35{,}1311}
{\displaystyle x_{5}={\tfrac {1}{2}}\left(35{,}1311+{\frac {1234}{35{,}1311}}\right)=35{,}1283}
Hiermee is de wortel al op vier decimalen benaderd.